# 토도르 지프코프
토도르 흐리스토프 지프코프(불가리아어: Тодор Христов Живков, 문화어: 또도르 쥡꼬브, 1911년 9월 7일~1998년 8월 5일)는 불가리아 인민공화국의 정치인이자 독재자로 35년 동안 불가리아의 국가원수로서 군림했다. 지프코프는 불가리아 역사에서 가장 오래 집권한 국가 원수이자 비왕실 출신 지도자이며, 일생동안 불가리아 공산당 제1비서, 불가리아 인민공화국 총리,불가리아 인민공화국 국무원 국무위원장 등 다양한 직함을 사용했다.
원래 속기사였던 지프코프는 1939년, 제2차 세계대전 당시에 불가리아 공산당에 돌연 입당하여 반파시즘 운동에 합류했고, 1943년 불가리아 인민군의 소피아 작전사령부 탈환과 1944년 불가리아 혁명 과정에서 큰 공을 세워 1945년에 불가리아 공산당 중앙위원회 위원으로 선출되기도 하였다. 
또한 그는 자신의 출세를 위해서 모함과 음해도 서슴치 않았다. 일례로 1949년 불가리아 공산당의 오랜 지도자이자 노련한 정치가인 게오르기 디미트로프가 사망하자 유력한 국가원수 후보인 트라이초 코스토프를 반역죄 혐의로 몰아 사형시켰으며, 1954년에는 대중에게 알려지지 않은 방법으로 당시 불가리아 인민공화국의 국가원수였던 벌코 체르벤코프를 지도자에서 해임하고 그 자리를 본인이 차지하기도 하였다.
이후 1956년 그는 기회주의자로서 니키타 흐루쇼프의 반스탈린주의 노선에 편승했고 자신에 반대하는 중앙위원회 위원을 감금, 고문, 처형하는 등 온갖 잔인한 방법으로 제거하며 불가리아 역사상 전무후무한 대규모 반대파 숙청을 몰고왔다. 
그의 반대파 탄압은 1965년에도 있었는데 불가리아 공산당의 원로 당파이자 유격대 영웅들이 그를 수정주의자라고 비판하자 쿠데타를 조작해 반역죄로 공산당 당원들에 대한 대규모 추방, 처형을 실시하여 민심을 잃었다.
경제적으로 지프코프는 사회주의와 자본주의의 병존을 꾀했는데 이 정책이 시행되는 동안 대규모 민영화가 이루어져 경제 위기와 극심한 빈곤을 초래하여 국제적으로 큰 비난을 받았다.   
비록 지프코프의 독재 기간동안 부정적인 측면이 더 컷지만 기대수명을 늘리고 영아사망률을 낮추었다는 점에서 좋은 평가를 받기도 하였다. 경제적인 측면에서 1970년대에는 잠시 불가리아가 지정학적인 이유로 소련의 전자제품 생산 기지가 되면서 주목받기도 하였다.
1980년대 지프코프는 불가리아에서 이슬람교도를 추방하는 이른바 부흥 계획을 발표했으나 이는 국내외적으로 심각한 반발을 불러일으켰고 결국에는 수많은 불가리아인들이 불가리아 인민공화국을 탈출하는 사태가 발생하였다. 게다가 이 무렵에 그는 가족을 공직에 임명하는 경우가 많아 정치권 부패의 대표적인 예로 언급되기도 하였다.
이후 1980년대 말 미하일 고르바쵸프와의 견해 충돌이 발생하면서 그의 직위는 위태로워졌고, 1989년 불가리아 공산당 상임위원회에서 토도르 지프코프와 그 일당을 직접 제명하고 추방하면서 소련-불가리아 위기는 일단락되는 것으로 보였으나 그해 말 지프코프의 실책으로 불가리아 인민공화국은 붕괴하여 사멸하였다.
권력을 잃은 후 지프코프는 여러 범법 혐의로 수차례 재판에 회부되어 징역형을 선고받았으나, 그의 건강이 악화되면서 가택연금으로 단계가 낮춰졌고, 이후에는 가택연금이 해제되어 그에 대한 법적인 처벌이 이루어지지는 않았다.
이후 1998년 불가리아 사회당이 대중을 영합하기 위해 불가리아인들의 1970년대에 대한 향수를 이용하여 그를 당 고문으로 추대했으나, 그해 총선에서 불가리아 사회당이 기대한 고무적인 승리는 없었다.
불가리아 사회당에 입당한 지 얼마되지 않아 토도르 지프코프는 죽음을 맞았고, 국장 청원이 있었으나 불가리아 대법원이 그를 여전히 피의자 신분으로 간주했기에 국장을 치러지지 않았다.

## 참고 문헌
- Official web site of Todor Zhivkov
- A speech given by Todor Zhivkov shortly before his fall from power, advocating reform